# 페트루슈카
페트루슈카(러시아어: Петру́шка 또는 페트루시카는 러시아 민요 인형극의 정형적 인물이다. 이탈리아 꼭두각시들은 19세기에 페트루슈카를 들여왔다. 대부분의 핵심 캐릭터들은 이탈리아에서 기원하였다. 페트루슈카는 저통적으로 줄인형이자 손인형이다. 이 캐릭터는 빨간 옷을 입고 긴 코를 지닌 궁정 광대의 일종이다.

## 같이 보기
- 기뇰
- 페트루시카 (발레)